# Rebelião tuaregue (2012)
A rebelião tuaregue de 2012, parte do Conflito no Norte do Mali de 2012-2013, foi uma guerra de independência contra o governo do Mali na região do deserto do Saara, Azauade. Foi liderada pelo Movimento Nacional de Libertação do Azauade (MNLA) e foi parte de uma série de revoltas pelos tuaregues, um grupo tradicionalmente nômade, que remontam pelo menos a 1916. O MNLA foi formado por ex-insurgentes e um número significativo de tuaregues armados que lutaram na Guerra Civil Líbia.
Em 22 de março, o Presidente Amadou Toumani Touré foi derrubado em um golpe de Estado devido a forma com que lidava com a crise, um mês antes de uma eleição presidencial que deveria ter ocorrido. Os militares revoltosos, sob a bandeira do Comitê Nacional para a Restauração da Democracia e do Estado, (CNRDR) suspenderam a Constituição do Mali, embora este movimento fosse revertido em 1 de abril.
O grupo islâmico Ansar Dine, também, começou a luta contra o governo em fases posteriores do conflito, alegando controle de vastas áreas do território, embora contestado pelo MNLA. Como consequência da instabilidade após o golpe de Estado, as três maiores cidades do Norte do Mali - Kidal, Gao e Tombuctu - foram invadidas pelos rebeldes, em três dias consecutivos. Em 5 de abril, após a captura de Douentza, o MNLA afirmou que havia conseguido os seus objetivos e cancelou sua ofensiva. No dia seguinte, proclamaram a independência de Azauade do Mali.
Após o fim das hostilidades com o Exército do Mali, no entanto, os nacionalistas tuaregues e os islamitas se esforçaram para conciliar suas visões conflitantes para o novo Estado pretendido. Em 27 de junho, os islamitas do Movimento para a Unidade e Jihad na África Ocidental (MUJOA) entraram em confronto com o MNLA na Batalha de Gao, ferindo o secretário-geral do MNLA Bilal Ag Acherif e assumindo o controle da cidade. Em 17 de julho, o MOJWA e o Ansar Dine haviam expulsado o MNLA de todas as grandes cidades.

## Antecedentes

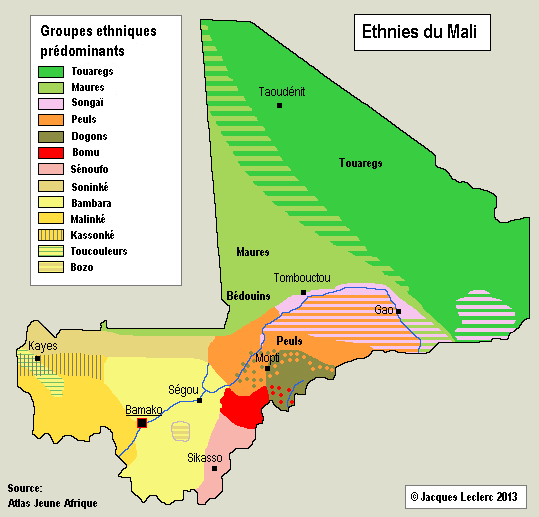
Mapa étnica do Mali

Os tuaregues pertencem a etno-linguística amazigue (berberes). Sua população em geral é difícil de avaliar e estaria em torno de 1,5 milhões, incluindo 550 000 no Mali, 800 000 no Níger, 50 000 na Argélia e Marrocos, o restante em Burquina Fasso e Líbia.
Ao longo das décadas anteriores à rebelião de 2012, líderes políticos tuaregues tinham afirmado que o povo nômade tuaregue foi marginalizado e, consequentemente, empobreceu tanto no Mali como no Níger, e que os projetos de mineração haviam danificado importantes áreas pastorais. Questões como as alterações climáticas e uma prática enraizada de modernização lançadas para áreas nômades do norte do Mali causaram muita tensão entre os povos tuaregues e o governo do Mali. Os grupos separatistas tuaregues haviam encenado rebeliões anteriores mal sucedidas em 1990 e em 2007. Muitos dos tuaregues que combatem atualmente na rebelião receberam treinamento da Legião Islâmica de Gaddafi durante seu mandato na Líbia. Daí muitos dos combatentes são experientes em uma variedade de técnicas de guerra que têm trazido grandes problemas para os governos nacionais do Mali e do Níger.
Nos meses seguintes a Guerra Civil Líbia, o Sael vê milhares de combatentes tuaregues - que apoiavam Muammar Gaddafi ou os rebeldes líbios - retornando ao Níger e Mali, com um vasto armamento de guerra, dessa forma, após o fim da guerra na Líbia, os tuaregues passam a lutar pela independência do Azauade. A força desta revolta e o uso de armas pesadas, que não estavam presentes nos conflitos anteriores, foi dito ter "surpreendido" os oficiais malianos e observadores.
Este conflito é parte de uma série de insurreições geralmente chamadas de "rebeliões tuaregues" opondo membros do povo tuaregue e os governos do Mali e do Níger. Desde 1916, houve vários conflitos importantes:
- A Revolta de Kaocen (1916-1917) no Níger;

A partir de 1958, o Movimento Popular para o Azauade (MPA) afirma a soberania tuaregue.
- A Rebelião tuaregue de 1961-1964 no Mali, comumente chamada de "Primeira Rebelião Tuaregue", que foi duramente reprimida pelo exército maliano.[32]

Também afetada pela seca de 1970, os tuaregues se refugiaram na Argélia e Líbia nos acampamentos onde os jovens são treinados e recrutados pelas forças armadas. 

Em 1988, o Movimento Popular para a Libertação do Azauade (MPLA) é criado.
- A Rebelião tuaregue de 1990-1995 no Mali e Níger.  No Mali, um período inicial de conflito (outubro-dezembro de 1990), levou à assinatura dos Acordos de Tamanrasset em 1991 e do Pacto Nacional em 1992,[37] mas não marca o fim definitivo das hostilidades. Os conflitos reapareceram em 1994-1995 e a paz foi finalmente selada em 27 de março de 1996 em Tombuctu, durante a cerimônia da Chama da Paz, em que os rebeldes tuaregues queimaram 3.000 armas usadas durante a rebelião.
- A insurreição tuaregue de 23 de maio de 2006 no Mali, levando aos Acordos de Argel (assinado 4 de julho de 2006).[32]
- A Rebelião tuaregue de 2007-2009 no Níger e Mali.

## Desenrolar do conflito

### Janeiro
De acordo com a Stratfor, os primeiros ataques ocorreram em Menaka em 16 e 17 de janeiro. Em 17 de janeiro, ataques em Aguelhok e Tessalit foram relatados. O governo do Mali afirmou ter recuperado o controle de todas as três cidades no dia seguinte. Em 24 de janeiro, os rebeldes retomaram Aguelhok depois que o Exército do Mali ficou sem munição. No dia seguinte, o governo de Mali, mais uma vez recapturou a cidade.
Em 26 de janeiro, os rebeldes atacaram e tomaram o controle das cidades do norte do Mali de Andéramboukane e Léré depois de confrontos com os militares. A Stratfor também relatou um ataque em Niafunké em 31 de janeiro. A Agence France-Presse (AFP) informou que os rebeldes tinham capturado Menaka em 1 de fevereiro.
Em 13 de fevereiro, a rádio francesa RFI relatou declarações do exército maliano de que o MNLA tinha realizado execuções de seus soldados em 24 de janeiro cortando suas gargantas ou atirando-lhes na cabeça. O ministro do Desenvolvimento francês Henri de Raincourt mencionou que houve cerca de 60 mortes, enquanto que um oficial maliano envolvido no sepultamento dos mortos contou a AFP que 97 soldados foram mortos. No entanto, as evidências não foram verificadas e, em parte, negadas como forjadas pelo MNLA.
O Mali lançou operações aéreas e terrestres para retomar os territórios apreendidos, e, em seguida, Touré reorganizou seus comandantes para a luta contra os rebeldes.

### Fevereiro
No início de fevereiro de 2012, negociações foram realizadas em Argel entre o ministro das Relações Exteriores do Mali Soumeylou Boubeye Maiga e um grupo rebelde tuaregue conhecido como Aliança Democrática de 23 de Maio de 2006 para a Mudança. O acordo estabelecia um cessar-fogo e a abertura de um diálogo. No entanto, o MNLA rejeitou o acordo e afirmou que não estavam representados nestas negociações.
Em 1 de fevereiro, o MNLA tomou o controle da cidade de Menaka, quando o exército maliano operou o que eles chamaram de um recuo tático. A violência no norte levou a protestos anti-rebelião que fecharam Bamako, a capital do Mali. Dezenas de soldados do Mali também foram mortos em combates em Aguelhok. Após os protestos em Bamako, o ministro do Interior tomou o lugar do ministro da Defesa. O presidente Touré também pediu que a população não atacasse qualquer comunidade depois que algumas propriedades dos tuaregues foram atacadas nos protestos.
Em 4 de fevereiro, os rebeldes afirmaram que estavam atacando a cidade de Kidal, enquanto o exército do Mali disse que suas tropas disparavam com armas pesadas para evitar que a cidade fosse atacada. Como resultado do conflito, 3.500 civis deixaram a cidade para cruzar a fronteira para a Mauritânia. Anteriormente aproximadamente 10.000 civis fugiram para campos de refugiados no Níger após os combates em Menaka e Andéramboukane. As fontes oficiais do Mali informaram que 20 rebeldes tuaregues foram mortos pelo exército na região de Tombuctu, a maioria deles sendo mortos por helicópteros.
Em 8 de fevereiro, o MNLA tomou a cidade fronteiriça Mali-Argélia de Tinzaouaten, forçando os soldados do Mali a fugirem para a Argélia. Um porta-voz rebelde disse que conseguiram obter armas e veículos militares encontrados nos campos militares da cidade. O combate pela cidade matou um soldado do governo e um rebelde. Durante o mês, Niafunké também foi capturada e depois perdida novamente pelos rebeldes.
Em 23 de fevereiro, os Médecins Sans Frontières declararam que uma menina tinha sido morta e outras dez mulheres e crianças ficaram feridas quando a força aérea do Mali bombardeou um acampamento para deslocados internos no norte. O MNLA repetidamente acusou o governo do Mali de bombardeios indiscriminados por helicópteros de ataque malianos pilotados por mercenários estrangeiros.

### Março: até que o golpe de Estado
Em 4 de março, uma nova série de combates foi relatado próximo à cidade de Tessalit, anteriormente mantida pelos rebeldes. No dia seguinte, três unidades do Exército do Mali desistiram de tentar suspender o cerco. A Força Aérea dos Estados Unidos faz lançamento aéreo de suprimentos através de um C-130 em apoio aos soldados malianos sitiados.
Em 11 de março, o MNLA reassumiu Tessalit e seu aeroporto, após os esforços do governo e de seus aliados, para reabastecer a cidade fracassar, e as forças militares do Mali fugirem em direção à fronteira com a Argélia. O MNLA anunciou que também tinha capturado diversos soldados, bem como armas leves e pesadas e veículos blindados. Cerca de 600 combatentes tuaregues participaram da batalha.
Os rebeldes avançaram para cerca de 125 quilômetros de Tombuctu e seu avanço não foi contido quando entraram sem combates nas cidades de Diré e Goundam. Uma fonte militar maliana afirma que as cidades foram invadidas pois os militares planejavam defender Niafunké. O jornal francês Libération também informou que os rebeldes reivindicavam controlar um terço do Mali e que o exército do Mali estava esforçando-se para lutar. Um dos três helicópteros do governo tripulados por mercenários ucranianos também quebrou, enquanto os outros dois estavam sendo mantidos para proteger o sul. O Ansar Dine também alegou ter o controle da fronteira Mali-Argélia. Foi noticiado que seus líderes estavam planejando uma troca de prisioneiros com o governo do Mali.

### Golpe de Estado
Em 21 de março, os soldados malianos atacaram o ministro da Defesa Sadio Gassama, que pretendia discutir com eles sobre a rebelião, em uma base militar perto de Bamako. Os amotinados estavam insatisfeitos com tratamento de Touré a revolta e os equipamentos que tinham recebido para lutar contra os insurgentes. Mais tarde naquele dia, os soldados invadiram o palácio presidencial, forçando Touré a se esconder.
Na manhã seguinte, o capitão Amadou Sanogo, o presidente do Comitê Nacional para a Restauração da Democracia e do Estado (CNRDR), fez uma aparição na televisão em que anunciava que a junta havia suspendido a constituição do Mali e assumido o controle da nação. O CNRDR serviria como um regime transitório até que o poder pudesse ser devolvido a um novo governo democraticamente eleito.
O golpe foi "condenado de forma unânime" pela comunidade internacional, inclusive pelo Conselho de Segurança das Nações Unidas, pela União Africana, e pela Comunidade Económica dos Estados da África Ocidental (CEDEAO), que anunciou em 29 de março que o CNRDR tinha 72 horas para ceder o controle antes que as fronteiras sem acesso ao mar do Mali fossem fechadas por seus vizinhos, e seus bens ficariam congelados pela União Económica e Monetária da África Ocidental, e os indivíduos do CNRDR teriam  seus patrimônios congelados e viagens proibidas. A CEDEAO e a União Africana, também suspenderam o Mali. Os Estados Unidos, o Banco Mundial e o Banco Africano de Desenvolvimento suspenderam os fundos de ajuda ao desenvolvimento em apoio às reações da CEDEAO e da UA para o golpe.
Um acordo foi mediado entre a junta e os negociadores da CEDEAO em 6 de abril, em que Sanogo e Touré renunciariam, as sanções seriam suspensas, aos amotinados seria concedida a anistia, e o poder passaria ao porta-voz da Assembleia Nacional do Mali, Dioncounda Traoré. Após posse de Traoré, ele prometeu "travar uma guerra total e implacável" contra os rebeldes tuaregues, a menos que eles liberassem o controle das cidades do norte do Mali.

### Ofensivas renovadas
Como resultado da incerteza após o golpe, os rebeldes lançaram uma ofensiva com o objetivo de capturar várias cidades e acampamentos militares abandonados pelo exército do Mali. O MNLA tomou a cidade de Anefis sem lutar e o exército maliano declaradamente abandonou seus postos em várias outras cidades do norte também. Embora a ofensiva aparentemente incluiu tanto o MNLA e o Ansar Dine, de acordo com Jeremy Keenan, da Escola de Estudos Orientais e Africanos da Universidade de Londres, a contribuição deste último grupo foi pequena: "o que parece acontecer é que, quando eles se movem em uma cidade, o MNLA retira a base militar - que não haja muita resistência - e Iyad [ag Aghaly] entra na cidade, coloca a bandeira e começa a dar ordens a todos ao redor sobre a lei da sharia".
Em 24 de março, Amadou Sanogo, líder do Comitê Nacional para a Restauração da Democracia e do Estado, anunciou sua intenção de buscar conversações de paz com o MNLA. As negociações ocorreram no Níger. Na França, Henri de Raincourt afirmou mais tarde  que o MNLA estava em negociações com o governo sob os auspícios da CEDEAO em Burquina Fasso.
Em 30 de março, os rebeldes assumiram o controle de Kidal, capital da região de Kidal. Ansar Dine teria entrado na cidade do sul após um dia de intensos combates. Em resposta à perda, Sanogo pediu aos vizinhos do Mali para que fornecessem ajuda militar para "salvar a população civil e a integridade territorial do Mali".
No mesmo dia, o MNLA assumiu o controle das cidades de Ansongo e Bourem na região de Gao, uma vez que o exército declarou que estava saindo de suas posições em ambas as cidades para apoiar a defesa de Gao, que era o quartel general do Exército do Mali, no norte. Um administrador em Bourem teria sido morto pelos rebeldes.  Na manhã do dia 31 de março, os rebeldes entraram em Gao e hastearam suas bandeiras de Azauade. O MOJWA também afirmou que fazia parte das forças de ataque e ocupação de Gao.
Embora o Exército do Mali, em seguida, usasse helicópteros para responder ao ataque, abandonaram suas bases em torno de Gao no final do dia. O MNLA seguida, assumiu o controle da cidade
Tanto as bandeiras do MNLA como as do Ansar Dine foram vistas ao redor da cidade, levando a relatos conflitantes de qual grupo estava no controle. A Associated Press informou que segundo um refugiado que "sinais de desunião" tinham começado a aparecer entre o MNLA e o Ansar Dine, incluindo a remoção de bandeiras do MNLA de Kidal. Dos dois acampamentos militares da cidade, o MNLA assumiu o controle do Campo 1, o antigo centro de operações do Exército do Mali contra a rebelião, ao mesmo tempo que o Ansar Dine assumiu o controle do Campo 2.
A prisão teria sido aberta, enquanto edifícios públicos teriam sido saqueados por civis. Os rebeldes também foram acusados de terem saqueado cofres bancários, enquanto o Ansar Dine começou impor a sharia. As lojas da cidade também fecharam.
Postos de controle foram construídos em torno de Tombuctu, visto que forças rebeldes cercaram a cidade, com o MNLA declarando que procurou "desalojar o restante da administração política e militar do Mali" na região. Os soldados do Mali com origens sulistas teriam iniciado a evacuação de Tombuctu, enquanto soldados árabes do norte ficaram para defender a cidade.

### Captura de Tombuctu e Douentza
No dia seguinte, os rebeldes começaram a atacar os arredores de Tombuctu  de madrugada visto que relatos indicavam que os soldados do governo haviam desertado pelo menos de uma das bases. O ataque ocorreu com o uso de armas pesadas e armas automáticas, que foram deixadas por desertores do exército maliano anteriormente. A Al Jazeera informou a captura de Tombuctu no dia definido para expirar um prazo de 72 horas imposto pela CEDEAO para o início do retorno para o governo civil. A defesa da cidade foi deixada sobretudo para milícias árabes locais visto que a maior parte do Exército do Mali fugiu. O MNLA então assumiu Tombuctu sem muita luta, comemorando sua vitória com a bandeira de Azauade em picapes em torno da cidade.
O MNLA afirmou então que havia conseguido a "libertação total" da região de Tombuctu. Kidal com base do Exército do Mali do coronel El Haji Ag Gamou anunciou sua deserção para o MNLA com 500 de suas tropas.  Gamou Ag e seus homens depois fugiram para o Níger; Ag Gamou afirmou que havia fingido participar do MNLA apenas para salvar seus homens. Seu regimento foi desarmado pelo exército do Níger e colocado em um campo de refugiados, levando o número de soldados do Mali que buscaram refúgio no Níger para mais de 1.000.
Em 6 de abril, foi noticiado que Douentza também estava sob o controle do MNLA, que anunciou que a cidade era a última captura na região. A velocidade da captura de grandes cidades foi visto como uma consequência da instabilidade em Bamako, a junta militar com as mãos atadas entre os rebeldes e a ameaça de sanções econômicas pela CEDEAO e outros. Com as tropas da CEDEAO em espera para uma primeira intervenção em um país membro, Sanogo disse: "A partir de hoje temos o compromisso de restaurar a constituição de 1992 e todas as instituições da república. Contudo, dada a crise multidimensional que enfrentamos, vamos precisar de um período de transição para preservar a unidade nacional. Vamos iniciar conversações com todas as entidades políticas para para colocar em prática um corpo de transição que vai supervisionar eleições livres e transparentes na qual não iremos participar".

### Declaração de independência e escalada das tensões
Após a queda de Douentza, em meio a relatos de tensões entre secularistas e islâmicos em Tombuctu e Gao, o MNLA pediu à comunidade internacional para proteger o que denominaram Azauade. No entanto, outros países africanos e os organismos supranacionais rejeitaram por unanimidade a partição do Mali. Um dia antes de o Conselho de Segurança ter solicitado o fim das hostilidades, o chanceler francês Alain Juppé disse: "Não haverá uma solução militar com os tuaregues. Deve haver uma solução política". Juppé referiu-se ao MNLA como um interlocutor credível no diálogo contínuo entre Paris e as facções rivais no Mali, reconhecendo-o como distinto do Ansar Dine e da Al Qaeda no Magreb Islâmico, grupos com que descartou negociações.
Em 6 de abril, indicando que havia garantido todo o seu território desejado, o MNLA declarou a independência do Mali. No entanto, a declaração foi indeferida como inválida pela União Africana e a União Europeia.
A partir de 8 de abril, o MNLA mantinha 400 soldados malianos capturados durante o conflito. Os prisioneiros sofreram com a falta de higiene, e um comandante do MNLA afirmou que nem o governo de Bamako nem as organizações humanitárias se importavam com eles.
Em 15 de maio, a Anistia Internacional divulgou um relatório alegando que combatentes com o MNLA e o Dine Ansar estavam "operando o motim" no norte do Mali, casos documentando de estupro, execuções extrajudiciais e uso de crianças como soldados tanto pelos tuaregues como por grupos islâmicos